# Sooglossus
A Sooglossus a kétéltűek (Amphibia) osztályának békák (Anura) rendjébe és a Seychelle-szigeteki békafélék (Sooglossidae) családjába tartozó nem.
A Nesomantis nemet Darrel Frost és munkatársai 2006-ban tették a Sooglossus szinonímájává.

## Előfordulásuk
A nembe tartozó fajok a Seychelle-szigetek endemikus fajai, a Mahé és a Silhouette szigeteken honosak. Élőhelyüket a trópusi esőerdők jelentik.

## Rendszerezés
A nembe az alábbi fajok tartoznak:
- Seychelle-szigeteki béka (Sooglossus sechellensis) (Boettger, 1896)
- Sooglossus thomasseti (Boulenger, 1909)